# Quemedava
Quemedava a fost o cetate dacică situată în Dardania. Este menționată de istoricul Procopius.